# Th1
Th1 – pruski parowóz towarowy produkowany w latach 1877–1896. Parowóz na kolejach pruskich nosił oznaczenie G3. Parowóz był eksploatowany przez koleje lokalne do ciągnięcia pociągów towarowych. Zachował się parowóz G3 z pierwotnym oznaczeniem 3143 Saarbrücken  w  Bochum-Dahlhausen. Dwa parowozy były eksploatowane w Polsce w okresie międzywojennym. 